# Formules d'Ehrenfest
Ne doit pas être confondu avec Relations d'Ehrenfest.
En chimie physique, et plus particulièrement en thermodynamique, les formules d'Ehrenfest donnent l'évolution de la pression de transition de phase d'un corps pur en fonction de la température. Elles portent le nom de Paul Ehrenfest. 
Ces formules ne sont valables que pour une transition de phase d'ordre 2 selon la classification d'Ehrenfest des transitions de phase, c'est-à-dire, selon la classification actuelle, pour une transition de phase n'impliquant pas une enthalpie de changement d'état. Si tel n'est pas le cas, la transition est d'ordre 1 et il faut se rapporter à la formule de Clapeyron.

## Énoncé

### Formules d'Ehrenfest
À température {\displaystyle T} donnée, une transition de phase d'un corps pur d'une phase notée {\displaystyle a} à une autre notée {\displaystyle b} s'effectue à pression constante {\displaystyle P_{a\to b}}, ce que l'on représente sur un diagramme de phase. Pour une transition de phase d'ordre 2 selon la classification d'Ehrenfest des transitions de phase, la pression de transition de phase {\displaystyle P_{a\to b}} varie en fonction de la température selon les formules d'Ehrenfest,, :
| Formules d'Ehrenfest : {\displaystyle \left({\mathrm {d} P_{a\to b} \over \mathrm {d} T}\right)={\alpha ^{b}-\alpha ^{a} \over \chi _{T}^{b}-\chi _{T}^{a}}} {\displaystyle \left({\mathrm {d} P_{a\to b} \over \mathrm {d} T}\right)={{\bar {C}}_{P}^{b}-{\bar {C}}_{P}^{a} \over T{\bar {V}}\cdot \left(\alpha ^{b}-\alpha ^{a}\right)}} |

avec :
- {\displaystyle T} la température de transition de phase (en kelvins, K) ;
- {\displaystyle P_{a\to b}} la pression de transition de phase à la température {\displaystyle T} (en pascals, Pa) ;
- {\displaystyle {\bar {V}}} le volume molaire commun aux deux phases à l'équilibre à la température {\displaystyle T} et sous la pression {\displaystyle P_{a\to b}} (en mètres cubes par mole, m3/mol) ; voir le paragraphe Classification d'Ehrenfest, transition d'ordre 2 : dans une transition d'ordre 2 le corps pur ne change pas de volume, contrairement à une transition d'ordre 1 comme la vaporisation par exemple ;
- {\displaystyle \alpha ^{a}} et {\displaystyle \alpha ^{b}} les coefficients de dilatation isobare du corps pur respectivement dans les phases {\displaystyle a} et {\displaystyle b} à la température {\displaystyle T} et sous la pression {\displaystyle P_{a\to b}} (par kelvin, K−1) ; {\displaystyle \alpha ={1 \over V}\left({\partial V \over \partial T}\right)_{P}} ;
- {\displaystyle \chi _{T}^{a}} et {\displaystyle \chi _{T}^{b}} les coefficients de compressibilité isotherme du corps pur respectivement dans les phases {\displaystyle a} et {\displaystyle b} à la température {\displaystyle T} et sous la pression {\displaystyle P_{a\to b}} (par pascal, Pa−1) ; {\displaystyle \chi _{T}=-{1 \over V}\left({\partial V \over \partial P}\right)_{T}} ;
- {\displaystyle {\bar {C}}_{P}^{a}} et {\displaystyle {\bar {C}}_{P}^{b}} les capacités thermiques isobares molaires du corps pur respectivement dans les phases {\displaystyle a} et {\displaystyle b} à la température {\displaystyle T} et sous la pression {\displaystyle P_{a\to b}} (en joules par kelvin mole, J K−1 mol−1) ; {\displaystyle C_{P}=T\left({\partial S \over \partial T}\right)_{P}}.

Note 1 - Transitions de phase d'ordre 1.
Ces formules ne sont valables que dans le cas d'une transition de phase d'ordre 2 selon la classification d'Ehrenfest des transitions de phase. Pour les transitions de phase d'ordre 1 (changements d'état), voir la formule de Clapeyron.
Note 2 - Limite de la classification d'Ehrenfest, les transitions λ.
La classification d'Ehrenfest ne prévoit pas le cas des transitions λ (lambda) dans lesquelles la capacité thermique isobare de l'une des deux phases diverge et devient infinie, raison pour laquelle cette classification a été abandonnée.

### Relation d'Ehrenfest
Les deux formules donnent la relation d'Ehrenfest, :

## Classification d'Ehrenfest, transition d'ordre 2
La classification d'Ehrenfest repose sur le principe suivant,, :
« Une transition de phase est d'ordre n si la fonction enthalpie libre et ses dérivées jusqu'à l'ordre n-1 sont continues, tandis qu'une de ses dérivées d'ordre n au moins est discontinue. »
Pour une transition d'ordre 2, la dérivée d'ordre 0 de l'enthalpie libre {\displaystyle G} est continue lors de la transition de phase. Autrement dit, l'enthalpie libre est invariante lors de la transition de phase à pression et température constantes. Ainsi, dans les conditions d'équilibre (mêmes pression et température), l'enthalpie libre d'une quantité {\displaystyle n} de corps pur dans la phase {\displaystyle a} est égale à l'enthalpie libre de cette même quantité de corps pur dans la phase {\displaystyle b} :
{\displaystyle G^{b}=G^{a}}
Étant donné l'identité de l'enthalpie libre molaire d'un corps pur et de son potentiel chimique, ceci implique que :
{\displaystyle {G^{b} \over n}={G^{a} \over n}={\bar {G}}^{b}={\bar {G}}^{a}=\mu ^{b}=\mu ^{a}}
De même, pour cette même transition d'ordre 2, les dérivées partielles d'ordre 1 de l'enthalpie libre :
{\displaystyle \left({\partial G \over \partial P}\right)_{T}=V}
{\displaystyle \left({\partial G \over \partial T}\right)_{P}=-S}
sont continues :
{\displaystyle V^{b}=V^{a}}
{\displaystyle S^{b}=S^{a}}
avec :
- {\displaystyle V^{a}} et {\displaystyle V^{b}} les volumes de la quantité {\displaystyle n} du corps pur respectivement dans les phases {\displaystyle a} et {\displaystyle b}, à la température {\displaystyle T} et sous la pression {\displaystyle P_{a\to b}} ;
- {\displaystyle S^{a}} et {\displaystyle S^{b}} les entropies de la quantité {\displaystyle n} du corps pur respectivement dans les phases {\displaystyle a} et {\displaystyle b}, à la température {\displaystyle T} et sous la pression {\displaystyle P_{a\to b}}.

On a donc, en termes de volume molaire et d'entropie molaire :
{\displaystyle {V^{b} \over n}={V^{a} \over n}={\bar {V}}^{b}={\bar {V}}^{a}={\bar {V}}}
{\displaystyle {S^{b} \over n}={S^{a} \over n}={\bar {S}}^{b}={\bar {S}}^{a}={\bar {S}}}
Ceci implique d'une part que dans une transition de phase d'ordre 2 il n'y a pas d'enthalpie de changement d'état :
{\displaystyle \Delta _{a\to b}H=T\cdot \left({\bar {S}}^{b}-{\bar {S}}^{a}\right)=0}
et d'autre part que la formule de Clapeyron, valable pour les transitions d'ordre 1 :
{\displaystyle \left({\mathrm {d} P_{a\to b} \over \mathrm {d} T}\right)={\Delta _{a\to b}H \over T\cdot \left({\bar {V}}^{b}-{\bar {V}}^{a}\right)}}
n'est pas applicable aux transitions d'ordre 2, puisqu'elle mène à une indétermination de la forme 0/0.
Dans une transition de phase d'ordre 2 (par exemple la transition conducteur-supraconducteur) le corps pur ne change pas de volume, contrairement à une transition de phase d'ordre 1 (par exemple dans la vaporisation d'un liquide le volume résultant de gaz est supérieur au volume initial de liquide). De plus, puisque l'entropie est invariante, il n'y a pas d'entropie de changement d'état et donc pas d'enthalpie de changement d'état dans une transition de phase d'ordre 2, contrairement aussi à une transition de phase d'ordre 1 (la vaporisation d'un liquide nécessite l'apport de chaleur). Contrairement à une transition d'ordre 1 dans laquelle le corps pur passe par une série d'états intermédiaires où les deux phases coexistent (dans une vaporisation le liquide et la vapeur coexistent depuis l'état de liquide seul jusqu'à l'état de vapeur seule tant que la chaleur totale nécessaire à son évaporation complète n'a pas été apportée au liquide), les deux phases ne coexistent pas dans une transition d'ordre 2, celle-ci étant immédiate.
En revanche, toujours pour cette même transition d'ordre 2, les dérivées partielles d'ordre 2 de l'enthalpie libre, liées aux coefficients calorimétriques et thermoélastiques selon :
{\displaystyle \left({\partial ^{2}G \over \partial T^{2}}\right)_{P}=-\left({\partial S \over \partial T}\right)_{P}=-{C_{P} \over T}}
{\displaystyle \left({\partial ^{2}G \over \partial P\partial T}\right)=-\left({\partial S \over \partial P}\right)_{T}=\left({\partial ^{2}G \over \partial T\partial P}\right)=\left({\partial V \over \partial T}\right)_{P}=V\alpha }
{\displaystyle \left({\partial ^{2}G \over \partial P^{2}}\right)_{T}=\left({\partial V \over \partial P}\right)_{T}=-V\chi _{T}}
ne sont pas continues, ce qui implique, les deux phases étant à la même température {\displaystyle T} et occupant le même volume {\displaystyle V} pour une même quantité de matière, que :
{\displaystyle C_{P}^{b}\neq C_{P}^{a}}
{\displaystyle \alpha ^{b}\neq \alpha ^{a}}
{\displaystyle \chi _{T}^{b}\neq \chi _{T}^{a}}
On a donc, en termes de capacité thermique isobare molaire :
{\displaystyle {\bar {C}}_{P}^{b}\neq {\bar {C}}_{P}^{a}}

## Démonstration
Considérons la transition de phase d'un corps pur {\displaystyle {\rm {C}}} défini par l'équation suivante, mettant en jeu les phases {\displaystyle a} et {\displaystyle b} à pression {\displaystyle P_{a\to b}} et température {\displaystyle T} constantes :
{\displaystyle {\rm {C^{a}\rightleftharpoons C^{b}}}}
À l'équilibre des phases, pour une transition de phase d'ordre 2, nous avons donc les relations entre volumes molaires et entropies molaires des deux phases :
{\displaystyle {\bar {V}}^{b}={\bar {V}}^{a}={\bar {V}}}
{\displaystyle {\bar {S}}^{b}={\bar {S}}^{a}}
Si l'on modifie la température initiale de l'équilibre de {\displaystyle \mathrm {d} T}, tout en restant à l'équilibre des deux phases, alors la pression d'équilibre est modifiée de {\displaystyle \mathrm {d} P_{a\to b}}, les volumes molaires des deux phases sont modifiés respectivement de {\displaystyle \mathrm {d} {\bar {V}}^{a}} et {\displaystyle \mathrm {d} {\bar {V}}^{b}}, les entropies molaires de {\displaystyle \mathrm {d} {\bar {S}}^{a}} et {\displaystyle \mathrm {d} {\bar {S}}^{b}}. Les égalités entre volumes molaires et entropies molaires des deux phases sont toujours vérifiées lorsque le système atteint son nouvel équilibre ; on peut écrire :
{\displaystyle {\bar {V}}^{b}+\mathrm {d} {\bar {V}}^{b}={\bar {V}}^{a}+\mathrm {d} {\bar {V}}^{a}}
{\displaystyle {\bar {S}}^{b}+\mathrm {d} {\bar {S}}^{b}={\bar {S}}^{a}+\mathrm {d} {\bar {S}}^{a}}
d'où les égalités des variations :
{\displaystyle \mathrm {d} {\bar {V}}^{b}=\mathrm {d} {\bar {V}}^{a}}
{\displaystyle \mathrm {d} {\bar {S}}^{b}=\mathrm {d} {\bar {S}}^{a}}
Selon les définitions des coefficients calorimétriques et thermoélastiques ces variations valent :
{\displaystyle \mathrm {d} {\bar {V}}=-{\bar {V}}\chi _{T}\,\mathrm {d} P+{\bar {V}}\alpha \,\mathrm {d} T}
{\displaystyle \mathrm {d} {\bar {S}}={{\bar {C}}_{P} \over T}\,\mathrm {d} T-{\bar {V}}\alpha \,\mathrm {d} P}
Il s'ensuit, en déclinant l'expression pour chacune des deux phases {\displaystyle a} et {\displaystyle b}, et en considérant les égalités des variations des deux grandeurs :
{\displaystyle -{\bar {V}}^{b}\chi _{T}^{b}\,\mathrm {d} P_{a\to b}+{\bar {V}}^{b}\alpha ^{b}\,\mathrm {d} T=-{\bar {V}}^{a}\chi _{T}^{a}\,\mathrm {d} P_{a\to b}+{\bar {V}}^{a}\alpha ^{a}\,\mathrm {d} T}
{\displaystyle {{\bar {C}}_{P}^{b} \over T}\,\mathrm {d} T-{\bar {V}}^{b}\alpha ^{b}\,\mathrm {d} P_{a\to b}={{\bar {C}}_{P}^{a} \over T}\,\mathrm {d} T-{\bar {V}}^{a}\alpha ^{a}\,\mathrm {d} P_{a\to b}}
Avec {\displaystyle {\bar {V}}^{b}={\bar {V}}^{a}={\bar {V}}} on réarrange selon :
{\displaystyle \left(\chi _{T}^{b}-\chi _{T}^{a}\right)\,\mathrm {d} P_{a\to b}=\left(\alpha ^{b}-\alpha ^{a}\right)\,\mathrm {d} T}
{\displaystyle {\bar {V}}\cdot \left(\alpha ^{b}-\alpha ^{a}\right)\,\mathrm {d} P_{a\to b}={1 \over T}\cdot \left({\bar {C}}_{P}^{b}-{\bar {C}}_{P}^{a}\right)\,\mathrm {d} T}
On considère ici une transition de phase de deuxième ordre selon la classification d'Ehrenfest, soit :
{\displaystyle \chi _{T}^{b}\neq \chi _{T}^{a}}
{\displaystyle \alpha ^{b}\neq \alpha ^{a}}
{\displaystyle {\bar {C}}_{P}^{b}\neq {\bar {C}}_{P}^{a}}
On obtient les formules d'Ehrenfest :